# Voszhod-program

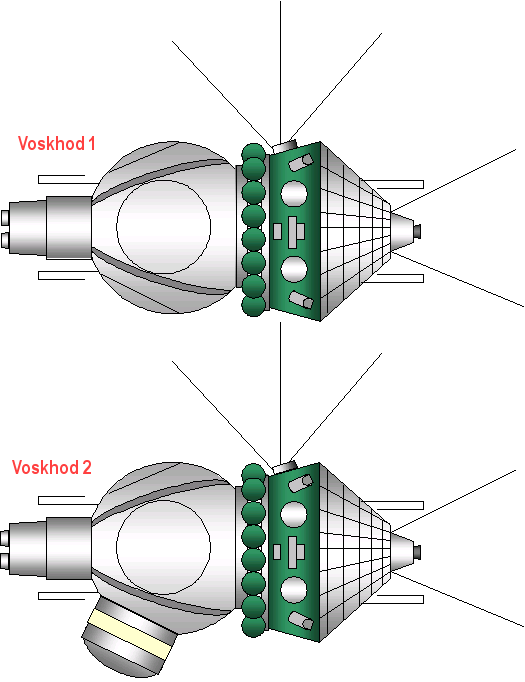
A Voszhod–1 (felül) és a Voszhod–2 (alul) vázlata. A jól látható különbözőség a Voszhod–2 felfújható zsilipkamrája

A Voszhod-program (oroszul: программа «Восход», magyar átírásban: programma Voszhod, jelentése: Napfelkelte) volt a második szovjet űrprogram 1964–1966 között, amelynek keretében indultak az első többszemélyes szovjet űrhajók, a Voszhodok, melyeket a korábbi egyszemélyes Vosztok űrhajókból fejlesztettek ki. A program célja az volt, hogy szovjet részről is fel tudjanak mutatni az amerikai Gemini-programmal felérő fejlesztéseket, hogy az űrversenyben az amerikaiak új fejlődési lépcsőfoka választ kapjon. Egy városi legenda szerint Hruscsov azért akart háromszemélyes űrhajókat az űrbe küldeni, mert az amerikaiak bejelentették a maguk kétszemélyes űrhajóit, ám a legendák melletti igazság az volt, hogy a Gemini űrhajókra és az Apollo űrhajókra egyszerre technológiai választ jelentő Szojuz űrhajók fejlesztése csúszott és kellett valami, amivel ellensúlyozhatták az amerikai lépést.
A Voszhod űrhajó a Vosztok űrhajó áttervezésével jött létre – hogy a tervezéssel időt nyerjenek –. Koroljov fejéből pattant ki a koncepció, amelyet aztán Konsztantyin Feoktyisztov mérnök ültetett át a valós tervrajzokba – cserébe pedig megkapta a lehetőséget, hogy maga repülhessen az űrbe az egyik repülésen –. A koncepció lényege az volt, hogy az egyszemélyes űrkabinba három személyt préseljenek bele, ennek érdekében kiszerelték a katapultüléseket – és megváltoztatták az űrhajó leszállási profilját, mivel a katapultülések aktív szerepet kaptak a Vosztokokban –, valamint megváltoztatták az űrhajósok beülési irányát 90 fokkal. Az újonnan előállt Voszhod űrhajó azonban közel 1000 kg-mal nehezebb lett elődjénél, amely a feljuttatására szánt hordozórakétával szemben is extra követelményeket támasztott. A mérnökök az R–7 rakétacsalád modulrendszerű kialakításának köszönhetően hamar megtalálták a megoldást: átvették az R–7-esek továbbfejlesztett változatáról a négy fokozatú – egyébként Hold, Mars és Vénusz szondákhoz szánt – 8K78 Molnyija rakéta legfelsőbb fokozatát és azt illesztették a Vosztok 8K72-esére. Ezzel mintegy 1 tonna többlet Föld körüli pályára állítható teherkapacitást nyertek, amely már elégségesnek mutatkozott a nagyobb tömegű új űrhajóhoz is. A vadonatúj alváltozat a 11A57 típusjelet kapta.
A program során összesen öt repülést hajtottak végre, amelyből három tesztrepülés, míg kettő, embervezette repülés volt. A három tesztrepülésből egy megelőzte az első emberes küldetést, a Koszmosz–47 jelentette az új űrhajótípus kipróbálását. Ezt követte a világon elsőként többszemélyes legénység feljuttatása a Voszhod–1-gyel, 1964. október 12-én Vlagyimir Komarov parancsnokkal, Borisz Jegorov és Konsztantyin Feoktyisztov űrhajósokkal. 1965. február 22-én indult a Koszmosz–57 tesztűrhajó, hogy a küszöbön álló űrsétát kikísérletezzék általa. 1965. március 18-án aztán útnak indult a Voszhod–2 a világűrbe, fedélzetén Pavel Beljajevvel és Alekszej Leonovval, hogy utóbbi a világon elsőként sikeres űrsétát teljesítsen. A repülést számos meghibásodás tarkította, amely végül egy katasztrofálisan elhibázott leszálláshoz vezetett, kis híján a legénység életét követelve. Az így szerzett negatív tapasztalatok előbb a program felülvizsgálatát, majd később minden további repülés és az egész program törlését vonták maguk után. Még a felülvizsgálati fázisban egyetlen automata tesztrepülést hajtottak végre, a Koszmosz–110 kutyákkal a fedélzetén egy 22 napos biológiai, élettani teszteket végző kísérleti repülés volt.
A Voszhod–2 repülése után egyrészt meghalt Szergej Koroljov, a kezdeti szovjet űrprogramok szellemi vezetője, amely esemény jelentős negatív hatással volt a szovjet űrteljesítmények alakulására, valamint felhagytak a korábbi űrhajó fejlesztéseivel operáló kísérletekkel és a szovjet űrprogram a máig tartó Szojuz-programmal folytatódott.

## Előzmények

### Űrverseny
A második világháború utáni hidegháború a két nagyhatalom fegyverkezési versenye mellett az élet minden területén jelentkező versengésben testesült meg. Ezen ideológiai alapú versengés egyik alapvető területe a műszaki tudományok voltak, azon belül is a legfejlettebb technológiák fejlesztése. Ilyen nagyon fejlett technológiának számított az 1950-es évek közepén a rakétatechnológia, amelynek segítségével szinte kivédhetetlen, elháríthatatlan fegyver birtokába került annak kifejlesztője. A fejlesztések érdekes mellékágát jelentette, hogy a rakéták elméletben alkalmasnak látszottak arra, hogy egy tárgyat a világűrbe lehessen juttatni velük. Az, hogy egy tárgy megkerülte a Földet és lényegében el tudott repülni a földgolyó bármely pontja felett egyben azt az allegóriát is jelentette, hogy a Föld bármely pontját bombázni lehet rakéták segítségével. Egy sikeres űrkísérlet tehát ezt az üzenetet juttatta el a világ közvéleménye számára, azaz az indító ebbéli képességét lehetett nyilvánosságra hozni általa –  csak éppen nem katonai, hanem békés civil köntösben –.  Dwight D. Eisenhower amerikai elnök 1955. július 29-én szóvivőjén keresztül bejelentette, hogy országa a nemzetközi geofizikai év keretében műholdat bocsát fel. A Szovjetunióban erre válaszul 1955. augusztus 8-án az SZKP Központi Bizottságának elnöksége titkos határozatot hozott, hogy ők is műholdfejlesztésbe kezdenek. Az így beindult amerikai Vanguard-program és szovjet Szputnyik-program versenyéből utóbbi került ki győztesen, amikor a Szputnyik–1-et sikeresen felbocsátották a Szovjetunióból.
A szovjet műhold sikerét az amerikai közvélemény súlyos válságreakciója követte, az amerikaiak háborús csatavesztésnek ítélték meg a szovjetek teljesítményét (bár Eisenhower elnök előzetesen a saját műhold felbocsátását is csak kevésbé lényeges aktusnak gondolta). Az átlagamerikai az eget bejáró szovjet műholdaktól rettegett és azonnali válaszlépést várt el a kormányzattól. Eisenhower felismerte a helyzet veszélyét és azonnal intézkedéseket tett, hogy Amerika is rendelkezzen olyan eszközzel, amely választ jelent a szovjet űrteljesítményre. Ezzel – lényegében a Szputnyik–1 felbocsátásával automatikusan – a Szovjetunió és az Egyesült Államok között új front nyílt a hidegháborúban, beindult az űrverseny. Az USA-ban nyíltan, a széles nyilvánosság bevonásával, a Szovjetunióban pedig teljes titoktartás mellett indultak be az egymás teljesítményeit túlszárnyalni igyekvő űrprojektek. Előbb a Föld körüli pálya mind magabiztosabb elérését bizonyító, majd annak gyakorlati felhasználását kikísérletező programok indultak mindkét oldalról, majd a Hold – és ezáltal a második kozmikus sebesség – elérését célzó próbálkozások kezdődtek és futottak le sikeresen. A következő logikus lépés az ember (vagy legalábbis élőlények) világűrbe juttatása volt. Erre ismét az Egyesült Államokban született először hivatalos bejelentés: 1958. december 17-én Keith Glennan, a NASA első igazgatója jelentette be az első embert a világűrbe juttatni kívánó program, a Mercury-program elindítását. A Szovjetunióban mindenféle bejelentés nélkül – lényegében titokban – addigra már közel egy éve folyt egy embert szállító űrhajó fejlesztése, 1958. november 1-jén pedig az SZKP elfogadta a Vosztok űrhajó – és a vele lényegében azonos technikai alapokon álló – Zenyit felderítő műhold fejlesztési programját. A Vosztok-program tehát így vette hivatalosan kezdetét, és ezáltal az űrverseny az ember világűrbe juttatása felé fordult.

### A Vosztok-program

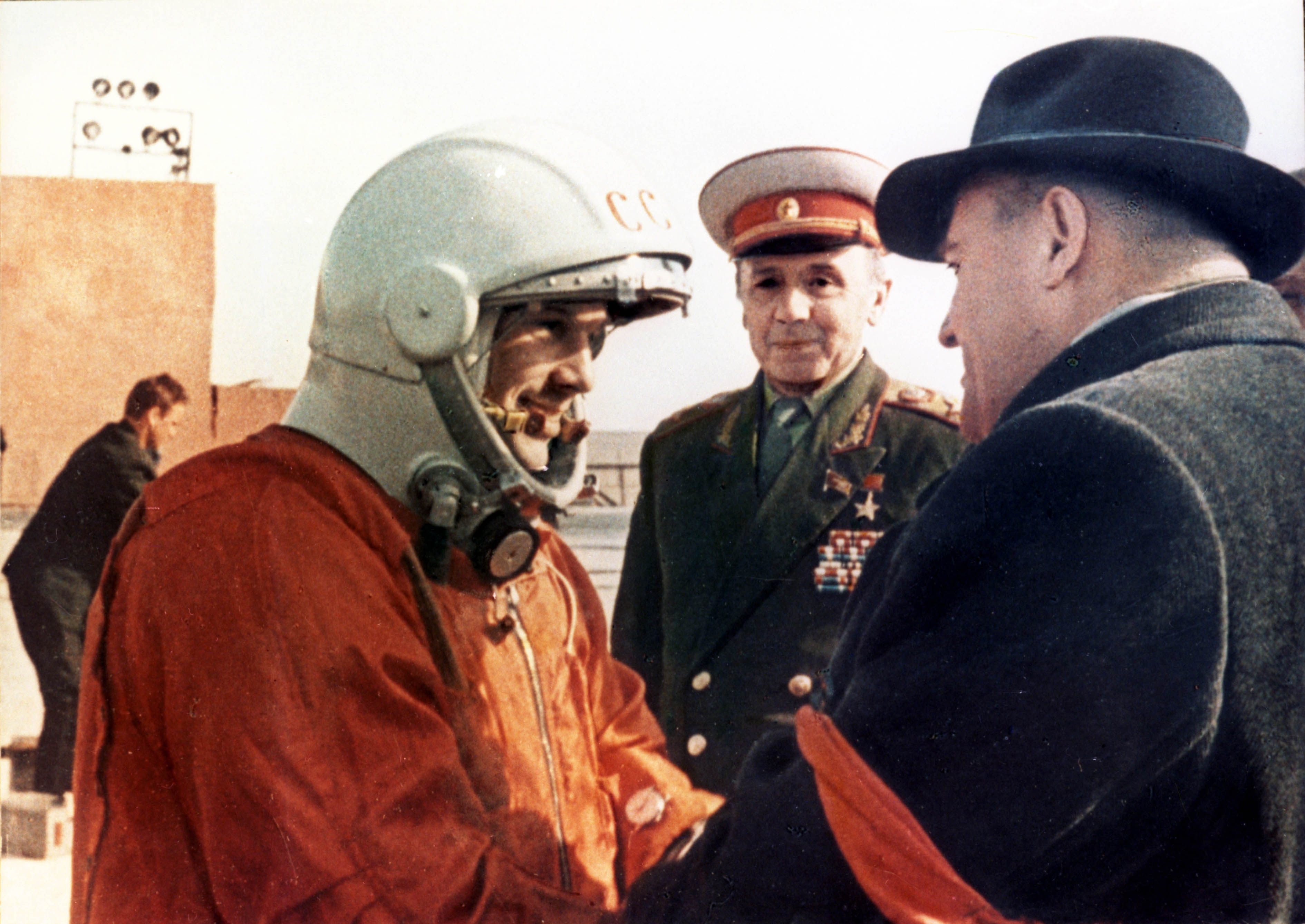
Gagarin a Vosztok–1 starját megelőzően Koroljovval és Moszkalenkoval

A Voszhod-program közvetlen előzménye a Vosztok-program volt és néhány áttételen keresztül a program indításának oka is. Ismeretes, hogy a nyilvánosság mellőzésével a korábbi űrsikerekre támaszkodva a Szovjetunióban 1957-1961 között megvalósítottak egy olyan űrprogramot, amely egy ember űrbe juttatását célozta és sikerrel meg is valósította. Először még Szputnyik–4, –5, –6, –9 –10 néven lebonyolították az előzetes automata teszteket, majd 1961. április 12-én, mindenki mást megelőzve pályára állították a Vosztok–1 űrhajót, fedélzetén Jurij Gagarin űrhajóssal, az első emberrel, aki a világűrben járt. A Vosztok–1 egyetlen Föld körüli fordulatot tett és jelentős propagandagyőzelmet biztosított a Szovjetuniónak.
Amerikában ennek a teljesítménynek a hatására hirdette meg John F. Kennedy elnök – a mindenáron való ideológiai visszavágás céljával – a Holdra szállást, az ahhoz szükséges Apollo–programmal és a közbenső programnak számító Gemini–programmal. Ha a szovjetek nem akartak a kezdeti diadalt követően lemaradni, kénytelenek voltak maguk is az addigra rendkívül sikeresen lefolytatott Vosztok repüléseket követően maguk is a folytatást biztosítani. A sikereket még fenntartotta a Vosztok repülések folytatása, az első teljes napos repülés (Vosztok–2 German Tyitovval), az első páros űrrepülés (Vosztok–3 és –4 Andrijan Nyikolajevvel és Pavel Popoviccsal, vagy az első női űrhajós, Valentyina Tyereskova repülése a Vosztok–6-on.
A Vosztok-programhoz még egy sor legyártott eszköz (űrhajó, hordozórakéta) állt rendelkezésre, amellyel az eredeti tervek szerint folytatódhattak volna az újabb repülések, ám ezeket végük a politikai vezetés törölte és az amerikai Gemini-programmal konkuráló, teljesítményben az ott megfogalmazott célokkal felérő repüléseket célozták meg, az erőforrások átcsoportosításával.

### Mercury-, Gemini– és Apollo-program

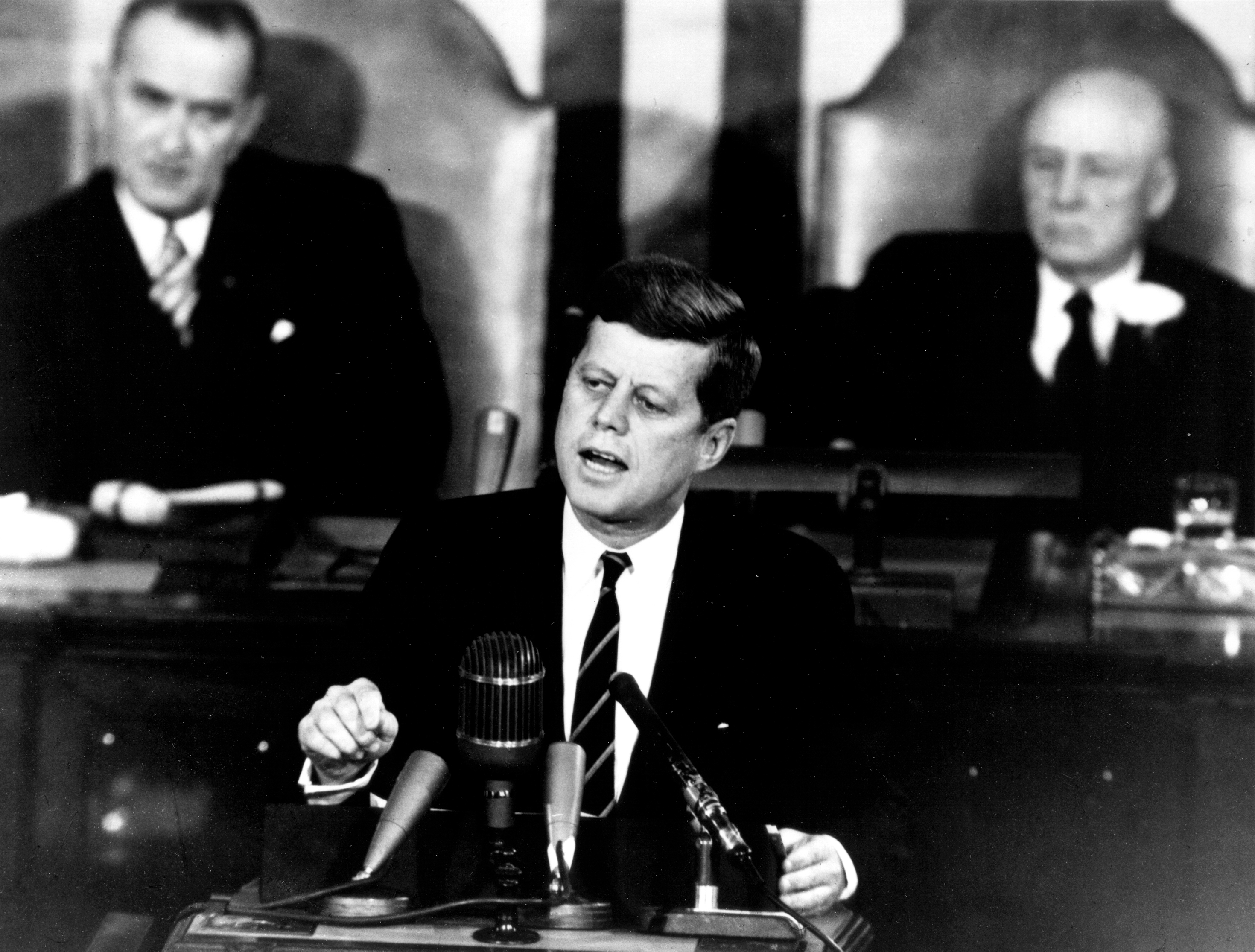
John F. Kennedy elnök bejelenti az Apollo-programot

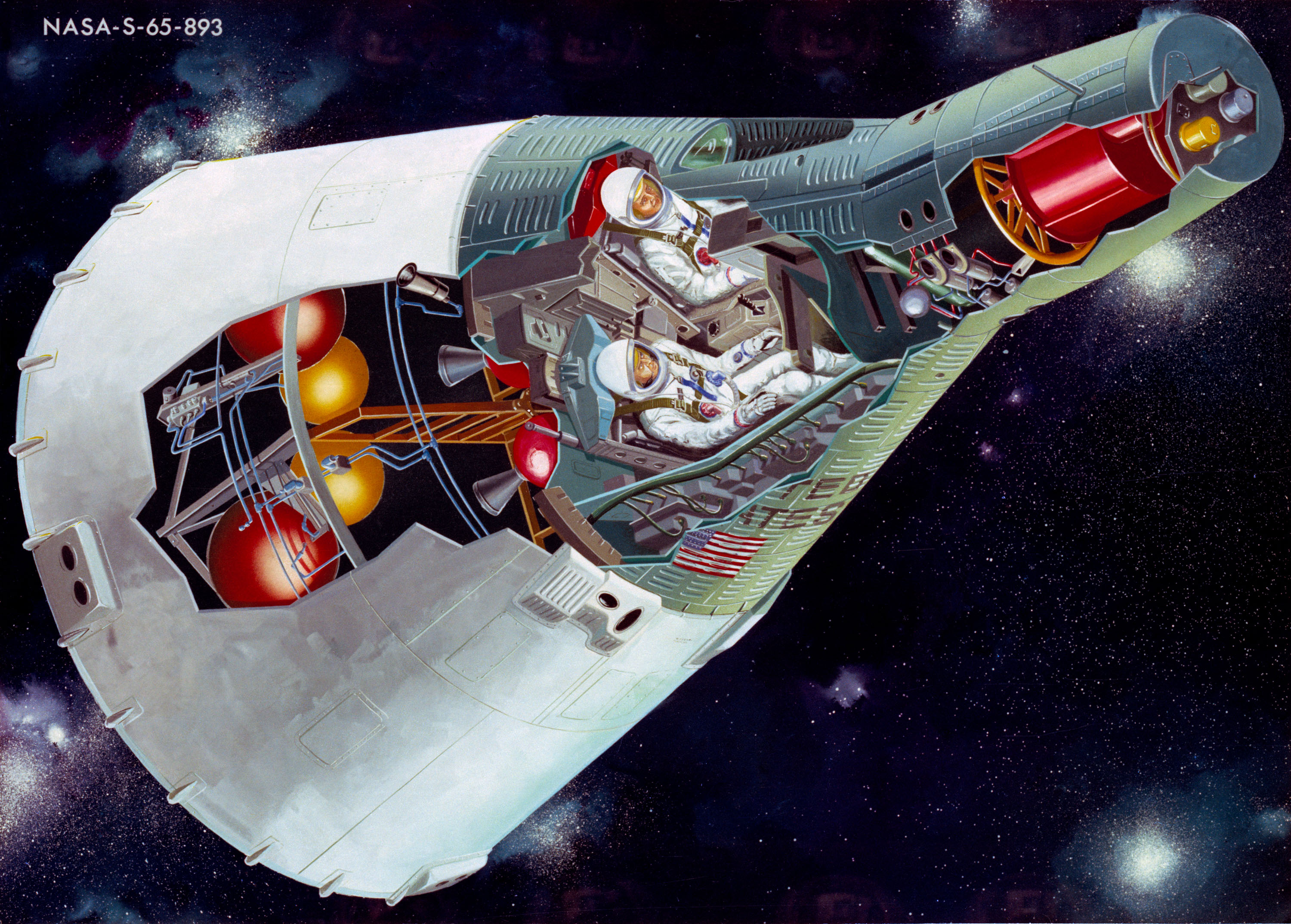
Az ellenlábas Gemini-program űrhajója

A Voszhod-program megértéséhez, a teljesítmények értékeléséhez a korai amerikai űrprogramok jelentenek egyfajta viszonyítási pontot, kontextust. A Voszhodot megelőző Vosztok-program amerikai alteregója a Mercury-program volt, amellyel az amerikaiak meglehetős technológiai, időbeli és presztízsbeli lemaradásba kerültek. Ez sarkallta az USA kormányzatát arra, hogy fokozza a „versenyt” – a történettudomány ezt az időszakot nevezi az űrverseny korszakának, amikor hivatalosan ugyan nem, de minden teljesítmény képében a két korabeli szuperhatalom versengett az elsőségért, különösképpen ebben, az űrbeli teljesítmények témakörében –. Az Eisenhower adminisztrációt váltó Kennedy-kormány felismerve ennek a területnek a jelentőségét, a korábbi kényelmesebb hozzáállást felváltva egyfajta politikai hazárdjátékba kezdett: olyan feladatot akart kitűzni az űrteljesítmények területén, amely teljes egészében elhomályosítja, mintegy meg nem történtté tudja tenni a korai szovjet diadalt. Ez volt a Holdra szállás, mint cél. Az ehhez vezető út pedig az Apollo–program volt, amely olyan tudományos, műszaki kezdeményezés volt, amely példátlan volt a történelemben, mint technológiai, mind pénzügyi értelemben.
Az Apollo–programot 1961. május 25-én hirdette meg Kennedy elnök az amerikai Kongresszus előtt. A szakemberek azonban lassítani igyekeztek a politikai lendületet. Az Apollo-program elé tűzött feladat akkora volt és annyi bizonytalansági tényező tornyosult a siker előtt, hogy jónak látták, ha egy áthidaló programot is közbeszúrnak, amellyel ki lehet kísérletezni, hogy egyáltalán kivitelezhető-e egyik másik, a Holdra szálláshoz szükségesnek tartott művelet. Ez a közbeszúrt program volt a Gemini-program, amely teljes egészében felhagyott a Mercury-program kísérleteivel (amely egyedül arra irányult, hogy embert juttassanak Föld körüli pályára, lehetőleg minél hosszabb időtartamra) és új alapokon egy manőverezhető űrhajóval olyan feladatokat kívánt megvalósítani, mint az űrséta, a két űrhajó találkozása, űrrandevúja Föld körüli pályán, vagy a két űrhajó összekapcsolódása, amely mind-mind előfeltétele volt egy sikeres Holdra szállásnak. Az amerikaiak tehát nyilvánosan ezekre a sosem volt űrteljesítményekre készülődtek.
A Voszhod számára tehát a Gemini-program és a Gemini űrhajó szolgált zsinórmértékül – míg az Apollo versenytársául a Szojuzt szánták a szovjetek –, ezzel a második generációs űrhajóval kellett ugyanazokat a teljesítményeket megvalósítani, amelyet az amerikaiak megcéloztak és amelyeket a Vosztokkal nem lehetett volna véghez vinni.

### Űrhajófejlesztések

#### Elméleti alapok
Egy népszerű legenda szerint Hruscsov akkor határozta el, hogy háromszemélyes űrhajóval akar űrhajósokat az űrbe küldeni, amikor megtudta, hogy az amerikaiak – elindítva a Gemini-programot – kétszemélyes űrhajókkal folytatják a Mercury-programban elkezdett műveleteiket. A legenda több helyen foglal magába logikai bökkenőket, ám azt jelzi, hogy a legfelsőbb helyről származik a döntés, amellyel a szovjetek felvették az űrversenyben feléjük dobott kesztyűt, hogy folytassák a Vosztok repüléseket egy magasabb technológiai szinten. Történészek ma már rámutatnak, hogy Hruscsov ezt természetesen azon az alapon állva akarta elérni, hogy Koroljovtól pozitív inputokat kapott a megvalósíthatóságot illetően.
Az új űrhajó iránti igényt egyébként a Hruscsovval kapcsolatos városi legendán kívül valóban az amerikaiak által nyilvánosan bejelentett Gemini-program hajtotta, a Szovjetuniónak kellett válaszának lennie az amerikaiak korszerű űrhajójára. Elvileg a szintén előkészületben lévő Szojuz űrhajó alkalmas lehetett volna erre a célra, ám annak fejlesztése időben messze túlmutatott az amerikaiak által beharangozott Gemini menetrenden, így 1963. december 5-én határozat született, hogy kezdődjenek tesztek egy Vosztok 7K űrhajóval annak háromülésessé alakítására, így megszületett a program, amely a Geminihez hasonlóan kitöltötte a Vosztok és a Szojuz közötti rést.
A Vosztok–program folytatásának ötlete természetesen a repüléseket lebonyolító vezetőktől származott: Koroljov és Nyikolaj Kamanyin a társintézetekkel, vagy akár a Kommunista Párt Központi Bizottságával folytatott levelezésében említette, hogy logikus folytatás lenne, ha a korábbi legénységek körét kibővítenék a civil űrhajósok (mérnökök, orvosok, tudósok) felé – egyes feltételezések szerint Koroljov ezzel a saját maga világűrbe vezető útját is egyengette –.   A döntéshozókkal folytatott viták, eszmecserék eredménye volt egy követelményrendszer, amely a Vosztok utáni idők repülései céljainak összefoglalását jelentette:
- Puha leszállás kivitelezése, valamint próbák más leszállási metódusokkal
- Az űrhajósok ejtőernyői feletti kontroll kipróbálása
- Mesterséges gravitáció létrehozásával kapcsolatos kérdések megválaszolása
- Kézi irányítás biztosítása az űrhajó számára
- A fedélzeti számítógépek fejlesztésének kérdései
- A földi követő hálózat fejlesztése

Ezeknek a céloknak a megvalósítására Koroljovnak határozott elképzelése volt, amely aztán alapjaiban határozta meg a Voszhod-program későbbi sorsát: a célokat a Vosztok űrhajó átalakításával kell megoldani.
Koroljov Konsztantyin Feoktyisztovot bízta meg az űrhajó (át)tervezési feladataival arra instruálva őt, hogy a Vosztok űrhajót alakítsa át úgy, hogy abban három ember férjen el. A feladat így csak meglehetősen nagy kompromisszumokkal látszott megoldhatónak. Három katapultülés például sehogy sem fért volna el – sem az űrhajóban, se az űrhajó falán nem volt elegendő felület, hogy három katapultülés nyílást kapjon és ezzel ne gyengüljön a kabin strukturális integritása –, így normál ülésekben gondolkodtak a mérnökök azzal, hogy a legénység mentését másfajta mentőrendszerrel kell megoldani. Szó volt például a kabin legénységi részének leválasztására és szükség esetén egyben mentéséről is. A katapultülések elhagyása emellett egyet jelentett azzal, hogy ezúttal az űrhajósoknak az űrhajóban kellett földet érniük – ellentétben a Vosztoknál alkalmazott gyakorlattal, amikor megfelelő magasságban az űrhajósok katapultáltak és saját ejtőernyőiken értek talajt – ami a puha leszállás iránti igényt vetette fel. Erre egy érdekes megoldás merült fel: rakétahajtóműveket kell beépíteni, amely a földet érés előtti utolsó másodpercekben és métereken lépnek működésbe, ezeken az utolsó métereken téve simává a leszállást.
Az új dizájn magukra a repülésekre is hatással volt. Eredetileg a Vosztok űrhajót egy ember 10 napig való életben tartására tették képessé, amely három ember számára viszont csak 3 napos ellátmányt jelentett. Éppen ezért a repüléseket maximum 3 naposra lehetett tervezni (később a valóságban ez 1 naposra csökkent), illetve csak olyan alacsony pályára tervezték engedni az űrhajót, ahonnan a természetes fékezés – a fékezőrendszer esetleges meghibásodása esetén – ez alatt a bizonyos három nap alatt automatikusan is végbement volna.

#### Tényleges fejlesztés

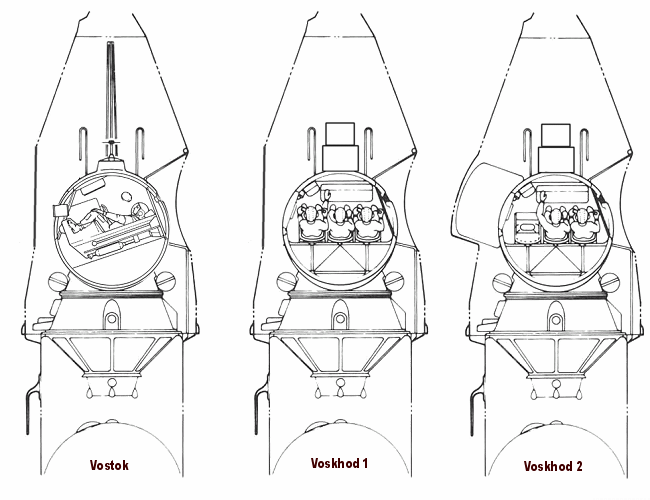
A Vosztok űrhajó és a továbbfejlesztett Voszhod űrhajó üléskonfigurációi

A tényleges űrhajófejlesztés 1964 januárjában vette kezdetét. Az űrhajó fejlesztését végző Konsztantyin Feoktyisztov mérnök korábban elutasította, hogy a Vosztok űrhajót három személyesre lehessen alakítani, 1964 elején azonban Koroljovtól a saját szavaival egy „jó zsíros ösztönzést” kapott: ha Feoktyisztov kitalálja a probléma megoldását, Koroljov kilobbizza, hogy egy mérnök is helyet kapjon a repülőszemélyzetben (ez alig burkoltan azt jelentette, hogy maga Feoktyisztov lehetne ez a mérnök). A tervezési munka elindult és 1964 áprilisára az új űrhajó előzetes specifikációja készen állt.
A végső terv szerint Feoktyisztov elhagyta a katapultüléseket, ám mivel semmilyen használható megoldást nem találtak a legénység mentésére, inkább elfogadták a kockázatot, amely a repülés első 40-50 másodpercében jelentkezett egy esetleges startbaleset képében, hogy azt úgysem élheti túl a személyzet. Ebben segítette a mérnököket a tény, hogy az R–7 típuson alapuló rakéták megbízhatósága javult (bár így is messze volt a tökéletestől).
1964. március 25-én a Leonyid Szmirnov vezette ipari bizottság levelet írt párt központi bizottságának, amelyben a fejlesztésekért felelős Katonai és Ipari Legfelsőbb Tanács jóváhagyta a három személyes űrhajó terveit, amelynek így az első tesztstartjára 1964 harmadik negyedévében sor kerülhet. Furcsa módon ez a bürokratikus lépés beleszólt magába a fejlesztésbe is. A levél megírásának idején még nyitott kérdés volt, hogy esetleg a Szojuz repülésekhez tervezett mentőrendszer alkalmas lehet a Voszhodhoz is Ám mivel az első repülés dátumát ilyen módon lényegében kitűzték, a Szojuz mentőrendszerének fejlesztése ebbe az időintervallumba sehogy sem fért bele, a rendszer elhagyása mellett döntöttek.
A másik fő problémakör a puha leszállásra vonatkozó követelmény volt. Ezt úgy oldották meg, hogy az új űrhajó egy második főernyőt is kapott, amellyel a süllyedés sebességét tudták lassítani, illetve a kötélzetre rögzítettek egy csokor kisebb rakétát, amely a földet érés előtti pillanatban lépett működésbe és fékezte tovább a kabint, így az minimális sebességgel érte el a talajt. Az űrhajó belsejébe is jutott az ezirányú fejlesztésekből: a Szojuz űrhajóba egy új, Elbrusz néven jegyzett ülést terveztek, amely jelentős energiaelnyelő kapacitással bírt, így a Voszhod is megkapta az Elbrusz üléseket, amelyekkel csökkenteni lehetett a leérkezés okozta fékeződés hatásait a benne ülő űrhajósokra.  Ezeket az üléseket egyébként a helytakarékosság miatt az előzőekhez képest 90 fokkal elforgatva építették be.
Áttervezésre került a kabin beltere is, az elfordított ülések miatt a műszerfal és a kommunikációs panelek helyzete is megváltozott, valamint az űrhajó térbeli irányításához beépítettek egy joystickot is. Magukat a Voszhod repüléseket is át kellett tervezni. Míg korábban a Voszhod űrhajókkal elérték a közel 5 napos repülési időt. az új űrhajókkal ebből jelentősen vissza kellett lépni. A Vosztokról örökölt létfenntartó rendszer egy ember 10 napos időtartamú ellátására volt képest, amely három emberrel 3 napra zsugorodott. Biztonsági okokból ezt a három napot is 1 napra maximalizálták (egyedül a meghibásodás esetére fenntartott biztonsági terv számolt azzal, hogy a röppályát úgy kell meghatározni – maximum 180-185 kilométeres pályamagassággal –, hogy a természetes fékeződés három nap alatt lehozza az űrhajót).
Mindezeken a változtatásokon felül a Voszhod kapott egy helyzetszabályzó hajtóműrendszert, fejlesztettek a fedélzeti tévé és rádió rendszerein, valamint egy tévékamerát szereltek fel az űrhajó külső részére, hogy egy monitoron keresztül ellenőrizni lehessen azokat a külső részeket is, amelyeket az űrhajón belülről nem lehetett volna látni.

### Hordozóeszköz fejlesztés

A „szülőrakéta”: a Molnyija

Eredetileg azt a célt tűzték ki a tervezők, hogy a Voszhod űrhajó tömege nem fogja meghaladni a Vosztokét, ezért ugyanazzal a hordozórakétával lesz felbocsátható. Azonban a Voszhodddal nem sikerült betartani ezt a követelményt, az űrhajó meghízott: Gagarin Vosztok–1-ének 4730 kilogrammjához képest az új űrhajó kis híján elérte az 5700 kilogrammot. Ehhez a tömeghez a rakétával szemben is előkerült a módosítási igény. A mérnökök az R–7 rakétacsalád modulrendszerű kialakításának köszönhetően hamar megtalálták a megoldást: átvették az R–7-esek továbbfejlesztett változatáról a négy fokozatú – egyébként Hold, Mars és Vénusz szondákhoz szánt – 8K78 Molnyija rakéta legfelsőbb fokozatát és azt illesztették a Vosztok 8K72-esére. Ezzel mintegy 1 tonna többlet Föld körüli pályára állítható teherkapacitást nyertek, amely már elégségesnek mutatkozott a nagyobb tömegű új űrhajóhoz is. A vadonatúj alváltozat a 11A57 típusjelet kapta.
A Voszhod külsejében is kissé eltért a legközelebbi rokonától, a Molnyija rakétától, mivel annak a rakománytere 13 995 milliméter átmérőjű volt, szemben a Voszhod 11A657-esének 16 665 milliméterével. Belül pedig ugyan a kezdeti rakétáknál mindkét típusnál az RD–107 hajtóművet alkalmazták, ám az emberes repüléseknél már az RD–108-asokat építették be, mivel a szerkezet alkalmas volt a másfajta hajtóművek beszerelésére is (olyannyira, hogy később, a Voszhod–2-t követően, amikor már csak műholdakhoz használták a típust, felhasználták az akkor legfejlettebb RD–110-est is).

### Legénység válogatás
A Voszhod-programhoz organikus módon a Vosztok-program során kiválasztott űrhajósjelölteket vitték tovább. Ez a kör (talán Valentyina Tyereskova kivételével) mind a Szovjet Légierő pilótáiból került ki. Ugyanakkor Szergej Koroljov szerette volna tágítani ezeket a kereteket és még konfrontációba is hajlandó volt keveredni Konsztantyin Versinyin marsallal a légierő parancsnokával és helyettesével Szergej Rudenko marsallal. Koroljov azt szerette volna, ha a légierős pilótákon kívül más, elsősorban mérnöki, vagy esetleg orvosi gyakorlattal rendelkező jelölt is feljutna (egyes források szerint a saját világűrbe vezető útját is egyengette ezzel a törekvéssel). A légierő azonban meg akarta tartani befolyását az űrprogramra – főként a rajta keresztül a program működéséhez biztosított pénzügyi források okán – és ezért inkább támogatták a Koroljov mellé rendelt Nyikolaj Kamanyin tábornokot, aki megalkuvást nem tűrően érvényesítette akaratát, vagyis a katonai pilóta jelöltek válogatását a programban. A vitát egészen Hruscsovig vitték, aki azonban azt válaszolta a feleknek, hogy nem kíván beleszólni az űrhajós válogatásba.
Végül azonban Koroljovnak sikerült elérnie a célját, hogy megtörje a katonai pilóták monopóliumát. 1964. júniusában Koroljov Megbízta Konysztantyin Feoktyisztovot, hogy onnantól ő legyen a felelős személy az űrhajós kiképzésért. Ezzel lényegében egy civil bejutott az űrhajós testületbe. Kicsit később Koroljov egy másik mérnököt, Georgij Katyist is bejuttatott az első háromszemélyes űrrepülésre gyakorlók körébe. A főkonstruktőr azonban ezzel más irányból biztosított támadási felületet: sem Feoktyisztov, sem Katyis nem volt párttag.
Időközben a légierő álláspontja is változni látszott: két repülőorvost jelöltek űrhajósnak, Vaszilíj Lazarev és Alekszej Szorokin személyében. Erre a lépésre Koroljovnak is megvolt a maga válasza, ő Borisz Jegorovot, aki maga is orvos volt, de csak laza kapcsolata volt a légierővel, a légierő orvosi intézetében dolgozott civilként. Az első Voszhod repülés személyzete 1964. szeptember 23-án alakult ki. Az egyetlen ülésbe, amelyet a légierő részéről tartottak fenn, a parancsnokot, Vlagyimir Komarovot jelölték, míg két társa az űrhajó tervezéséből oroszlánrészt kivevő Konysztantyin Feoktyisztov és Borisz Jegorov lettek.
A későbbi repülésen (amelyet nem követett folytatás a program során), ismét visszatértek a légierő tekintélyelvű jelöléseihez.

## Próbarepülések

### Koszmosz–47
Az új koncepció első építőkockája 1964. július 9-én vizsgázott: ekkor repült, majd tért vissza a Földre Kozmosz–34 „álnéven” a Zenyit–4 felderítőműhold, amely a földetéréskor használta a később a Vosztokra szánt, a leszállás utolsó méterein működésbe lépő fékezőrakétákat, amellyel puha, az űrhajósok számára is tolerálható leszállás volt kivitelezhető. A kísérlet nem volt sikeres. A kudarc ellenére egy 1964. augusztus 21-i jelentésében Koroljov azt tette közzé, hogy a munka a megfelelő ütemben halad előre a háromszemélyes űrhajó repülését illetően. Ezt követően tartottak egy értekezletet, amelyen a hadiipari tanács vezetői vettek részt és ezen állítottak fel egy menetrendet, amely elvezetett az első emberekkel történő többszemélyes űrhajó startjáig. Ennek a tervnek az első lépcsője volt egy tesztűrhajó indítása.
Ez a próba azonban egyre csúszott, elsősorban a 11A57 rakéta elkészültének késedelmei miatt. Ráadásul vita alakult ki a Légierő és Koroljov között, mivel az előbbi ragaszkodott ahhoz, hogy a Vosztok űrhajó leszállóegységével egy előzetes ejtőtesztet hajtsanak végre. Előbb az An–12-es szállítógépbe berakodott kabin ejtőernyőházának ajtaja nyílt ki még a gépen belül, majd két újabb próbán a leszállóegység becsapódott a földbe, így az újonnan fejlesztett fékezőrakéták nem igazolták a megfelelőségüket. Tetézte a bajt, hogy egy Zenyit műhold is indításra várt a Voszhod próbarepülés előtt Tyuratamban, ám a start kudarccal végződött. A Zenyit ugyanazt a hordozórakétát használta, mint a Voszhod űrhajó.
Az egyre csúszó tesztindítást még Nyikita Hruscsov tyuratami látogatása is késleltette, amelyre végül 1964. október 6-án, moszkvai idő szerint 10:00-kor (13:00 UTC) került sor. A repülési terv eredetileg állatok felküldését célozta meg, ám ettől elálltak és csak egy életnagyságú, szenzorokkal felszerelt űrhajós bábut vitt magával az űrhajó. A hordozórakéta sikerrel állította egy 177*413 kilométeres ellipszis pályára az űrhajót, amely pálya az Egyenlítővel 64,77°-ot zárt be. Miután az űreszköz pályára állt – orosz szokás szerint csak ekkor – jelentették be hivatalosan a Koszmosz–47 jelű űreszköz sikerét, természetesen mellőzve minden célzást, vagy közlést arra vonatkozóan, hogy milyen jelentőséggel bír a fenn keringő automata űrhajó. A Koszmosz–47 mindössze egyetlen napig, 17 keringés erejéig maradt fenn, majd ezt követően leszállt Kazahsztán-beli Kosztanaj városa közelében. A leszállás félsikert hozott, a talajt érő űrhajó a kívánt puha leszállást mutatta be, ám a szél belekapaszkodott az ernyőbe és 160 méteren át vonszolta magával az űrhajót. A kísérletet sikeresnek ítélték, a leszállás utáni problémára azt a megoldást választották, hogy egy ember vezette űrhajóban lesz egy mechanizmus, amellyel az ejtőernyőt azonnal le lehet választani.

### Koszmosz–57
Az első emberekkel végzett Voszhod repülés mindössze egyetlen próbarepülést követően startolt el, ám a második Voszhod expedíció egy még kipróbálatlan világszenzációval, űrsétával volt hivatott kísérletet tenni. Ehhez némileg átalakították az amúgy is új űrhajót, így ez a teszt is egy előzetes automata tesztet igényelt. Az űrhajótervezők egy felfújható légzsilipet illesztettek az űrhajó törzsére és ennek működését kellett kipróbálni egy teszten, mielőtt az űrhajósok élesben próbálhatták meg az űrséta műveletét. A teszt a Koszmosz–57 jelölést kapta.
Az automata űrhajó 1965. február 22-én startolt a bajkonuri űrrepülőtérről és rendben egy 165*427 kilométeres ellipszis pályára állt, 91,1 perces keringési idővel és 64,8°-os pályahajlással. Az irányítók a pályára állás után azonnal parancsot adtak a légzsilip felfújására, illetve a benne elhelyezett új űrruha tesztjére is. Mind a zsilip, mind a ruha rendben felfújódott és légzárónak bizonyult. Ezt követően azonban az irányítás hibát vétett. Párhuzamos parancsokat küldtek az űrhajónak (amelyekről eredetileg azt tervezték, hogy csak sorban, egymás után küldik fel az űrhajónak). Ez azonban véletlenül kiváltotta az önmegsemmisítő beindulását is még az első keringésben, Kamcsatka felett (amely rendszert egyébként arra tervezték, hogy ne kerülhessen egy esetleges véletlen miatt ellenséges kezekbe az űrhajó).
Ezzel az űrhajó megsemmisült, azonban a légzsilip és az űrruha próbáját sikeresnek minősíthették, így minden további próba nélkül – mivel nem állt rendelkezésre tartalék űrhajó egy megismételt próbához, a gyártás pedig hosszú késedelmet okozott volna – engedélyezték, hogy a Voszhod–2 emberekkel a fedélzetén szálljon fel és űrhajósai megpróbálkozzanak az űrsétával.

### Koszmosz–110
A harmadik automata teszt kissé furcsa, utólagos tesztnek bizonyult. A Voszhod–2 kis híján katasztrófával végződő repülése után a tervezett Voszhod–3-nak a hosszú időtartamú űrrepülés élettani és egyéb hatásait kellett volna feltérképeznie, ám Leonovék kalandos leszállása – de leginkább az azokhoz vezető, űrhajót érintő hibák – miatt ezt a repülést elhalasztották, majd törölték. Ám a teszteredményekre szükség lett volna. Ezért úgy határoztak, hogy egy automata, biológiai kísérleteket – értsd: élőlényeket – magával vivő, több hetes repülést hajtanak végre egy Vosztok űrhajóval. A kísérlet a Koszmosz–110 jelet kapta.
A Vosztok–110 1966. február 22-én startolt és két kutyát – Vetyerokot és Ugoljokot –, más kisállatokat és rovarokat vitt magával egy 25 naposra tervezett repülésre. A repülés problémamentesen lezajlott 22 napos repülés végén az űrhajó 1966. március 16-án szállt le a kazah sztyeppére. A két kutyát egészségesen emelték ki a leszállóegységből, illetve az űrhajón utazó növények egy nagyobb részénél (pl. a salátánál és a kínai kelnél) nagyobb mértékű fejlődést regisztráltak, mint a földi ellenőrző példányoknál, míg más növények, mint pl. a fokhagyma magok nem mutattak aktivitást). Ezekkel a kísérletekkel a sugárzás hatásait sikerült nagyobb mértékben tisztázni, miszerint a kis dózisú sugárzás stimulálólag hat az élő szervezetre, ám a nagy dózisú rombolólag.

## Repülések
A program során bár több repülést is terveztek, mindössze két űrrepülést hajtottak végre. Ennek fő oka a repülések során napvilágra került és az űrhajót érintő konstrukciós hiányosságok voltak A második repülés kis híján kudarcba fulladt, ezért a program felülvizsgálatát, majd a teljes leállítását határozták el – amelyhez hozzájárult a főkonstruktőr és főszervező Szergej Koroljov idő előtti halála is –.

### Voszhod–1

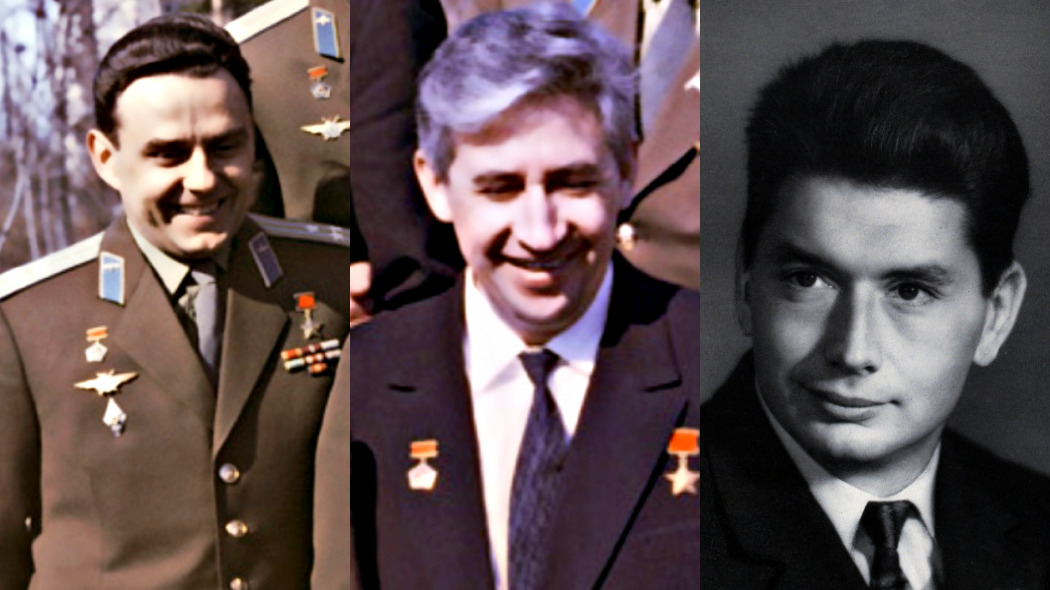
A Voszhod–1 legénysége, Komarov, Feoktyisztov és Jegorov

A világ első többszemélyes űrhajójának startjára 1964. október 12-én, 12:30-kor (moszkvai idő szerint 10:30, UTC 7:30) került sor. A világ nem tudta azonban, hogy ennek az űrelsőségnek a besöprését a szovjetek annak árán tudták csak elérni, hogy a legénység mérhetetlen rizikót vállalt: egy startbaleset esetén semmilyen mentési lehetőség nem állt rendelkezésre, ráadásul az űrhajósok a helyhiány miatt a szkafanderek helyett sima kezeslábasokban ültek az üléseikben.
A 11A57 jelzésű rakéta 523 másodperces működéssel tökéletesen pályára állította az űrhajót. Az űrhajósok számára az első szenzáció a Föld körüli pálya elérését követően az volt, hogy egyszeriben milyen nagy, mégis milyen zsúfolt tér állt rendelkezésükre a mozgásban. Komarov parancsnok volt felelős az űrhajó irányításáért, Feoktyisztov pedig a földmegfigyelésekért és felszínfotózásért, valamint a térbeli helyzetük szextánssal való meghatározásáért, míg Jegorovra az orvosi kísérletek, mérések hárultak. Sok érdekes megfigyelést tettek (pl. három keringésen keresztül figyelhették meg az Aurora Borealist, de hurrikánokat, vagy jéghegyeket is fotóztak). A repülésük fő célja mégis inkább a propaganda volt: bizonyítani a világnak, hogy a többszemélyes űrhajókkal is megelőzték az amerikaiakat.
Mégis történelmileg fontosabb esemény volt, hogy odalenn a Földön a repülésük napját választotta a Szovjetunió Kommunista Pártjának egy csoportja, hogy egy viszonylag rendhagyó puccsal eltávolítsa a hatalomból Nyikita Hruscsov pártfőtitkárt. Ez az esemény némileg beleszólt a Voszhod–1 repülésébe. Az eredeti repülési terv egy mindössze 1 napos időtartamú repülést irányozott elő, ám mivel minden tökéletesen működött az űrhajón, a legénység kapacitálni kezdte Koroljovot a repülés meghosszabbítására. A Földön közben leváltották Hruscsovot és Leonyid Brezsnyev lett az úr szovjet vezető, Koroljov pedig a bizonytalan politikai légkörben nem merte kockáztatni, hogy eltérjen a tervtől. A főkonstruktőr az űrhajósoknak csak egy sejtelmes shakespeare-i idézettel – „…több dolgok vannak földön és égen Horatio, semmint bölcselmetek álmodni képes…” – adta tudtára az odalent történt meglepő politikai fordulatot.
Végül a terveknek megfelelően az űrhajó sima leszállást hajtott végre Kazahsztánban. A sima leszállásról később Feoktyisztov mondta azt egy memoárjában, hogy a „sima” azt jelentette, hogy „csillagok ugráltak a szemem előtt”. Az űrhajósok a leszállás után még a terv szerint elutaztak Kosztanajba, hogy fogadhassák Hruscsov gratuláló telefonhívását, ám az az ismert események miatt értelemszerűen elmaradt, így az új parancs szerint visszatértek indításuk helyére.  Végül az űrhajósok csak 5 napos késéssel, 1964. október 19-én utaztak Moszkvába, hogy találkozzanak a Szovjetunió új vezetőjével, Leonyid Brezsnyevvel.

### Voszhod–2

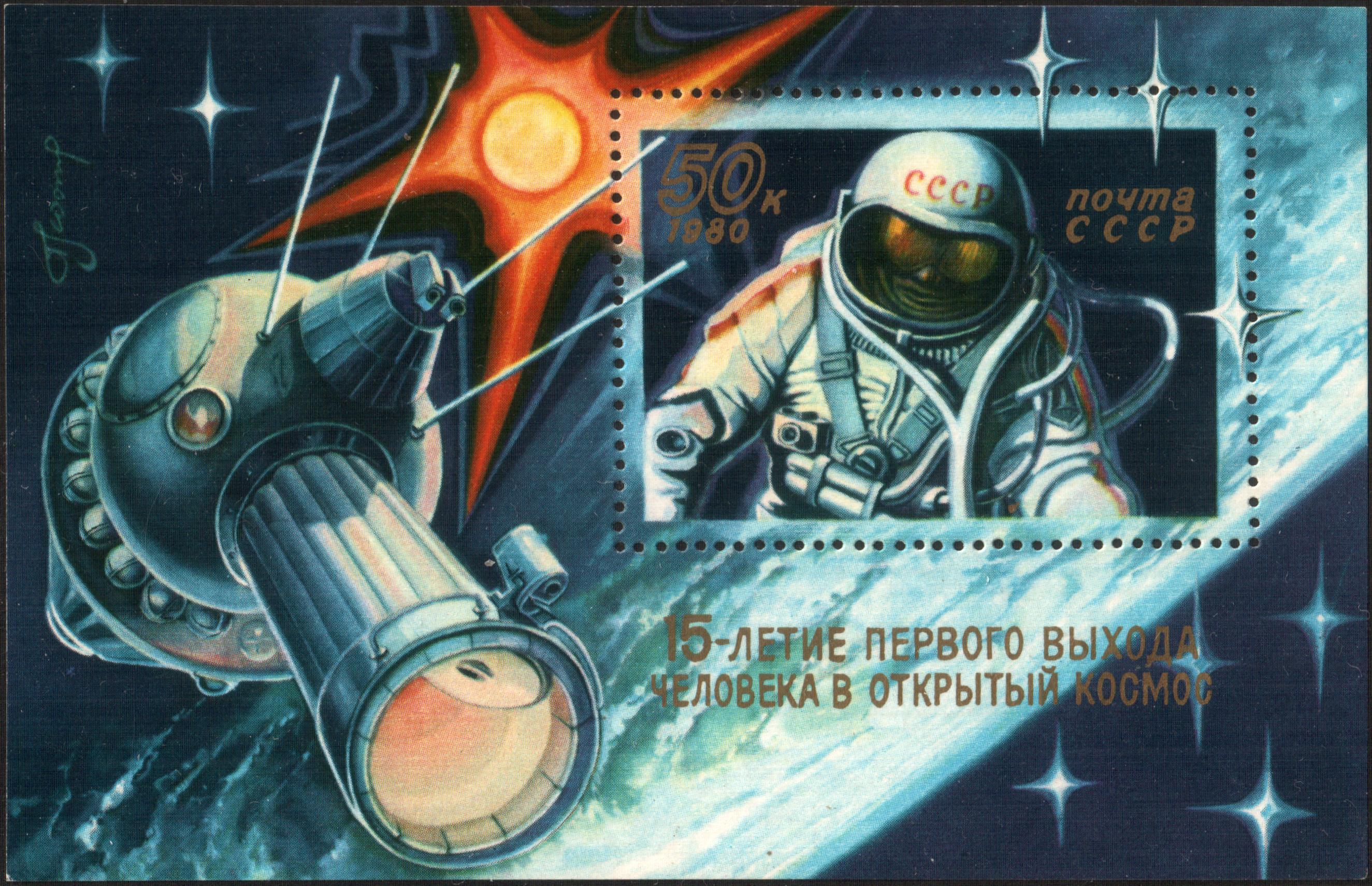
A program legnagyobb teljesítménye, a világ első űrsétája – bélyegen –

A Voszhod–2 alapötlete – miszerint ki kell próbálni az űrsétát, azaz, amikor egy űrhajós kiszáll az űrhajón kívülre – szintén az egész űrprogram szellemi atyjától, Szergej Koroljovtól származott. Koroljov érvelése szerint a múltban egy óceánra induló hajó matrózaival szemben is elvárás volt, hogy adott esetben tudjanak úszni, így egy űrhajósnak is tudnia kell járnia a világűrben. A szovjet vezetés 1964-ben el is fogadta a tervet, hogy erre az űrteljesítményre is sort kerítenek.
Ez a terv azonban egy sor új követelményt is támasztott az amúgy is új űrhajóval szemben: kellett egy légzsilip az űrhajóra, amelyen keresztül kiszállhatott az egyik űrhajós, kellett egy vadonatúj űrruha az űrsétát teljesítő űrhajósnak és végül a háromfős legénységet ezúttal kétfősre kellett redukálni (utóbbit azért, hogy az űrruhákban elférjenek az űrhajósok a szűk kabinban, illetve a légzsilip ajtaja nyitásához kellett a hely, amelyet az egyik ülés feláldozásával nyertek meg). Az űrhajó átalakítása mellett magának az űrsétának is meg kellett teremteni a tervezési kereteit. Eszerint mindjárt a repülés második keringésében sort kellett keríteni a műveletre, az űrhajósnak mindössze 10-15 percig kellett kinn tartózkodnia az űr vákuumában, miközben egy köldökzsinóron biztosították az összeköttetést a másik űrhajóssal és a földi irányítással és egy kamerának kellett rögzíteni az űrhajón kívül a tevékenységet. Az első Voszhod repüléshez hasonlóan ez a repülés is legfeljebb egy naposra terveztetett.
A startra 1965. március 18-án szállt fel, helyi idő szerint 12:00-kor (moszkvai idő szerint 10:00, UTC 7:00), fedélzetén Pavel Beljajev parancsnokkal és Alekszej Leonov másodpilótával. A felbocsátás ezúttal is tökéletesre sikerült, a rakéta 527 másodperces gyújtással egy elnyúlt, 498x137 kilométeres ellipszispályára állította az űrhajót a Föld körül. A tervek szerint az űrsétára mindjárt a második keringésben sort kellett keríteni (bár a vészhelyzeti forgatókönyv szerint ez nehézség, vagy más késlekedés miatt a hatodik körig kitolható volt), így a legénység máris megkezdte az előkészületeket, amint pályára álltak.
Az előkészületeket – például a légzsilip felfújását – követően Leonov, amint az űrhajó a Szovjetunió területe fölé ért, kinyitotta az ajtót és 8:30 (UTC) körül átmászott a zsilipbe, majd kinyitva azt, kilépett a világűrbe. A világ első, a világűrben elhangzott mondata a következő volt: „Jól érzem magam, alattam felhőket és a tengert látom”. Ahogy kilépett az űrhajós az űrbe, mozgását egy kamerával rögzítették. Ellökte magát az űrhajótól és szabadon lebegett az űrben, és csak a köldökzsinór kapcsolta az űrhajóhoz, amelynél fogva vissza tudta húzni magát a zsiliphez. Beljajev is történelmi kommentet fűzött társa tevékenységéhez: „Az ember kilépett a világűrbe!”.
A világ első űrsétája mindössze 12 perc, 9 másodpercig tartott és Leonov visszaszállását felgyorsította annak a ténynek a felismerése, hogy az új tervezésű Berkut űrruha hibás volt: a rugalmas, puha ruhát a belső nyomás felfújta és az űrhajós szinte a ruhán belül is szabadon lebegett, kívülről pedig úgy nézett ki, mint egy Michelin-baba, Leonov pedig aggódott, hogy nem tud visszaszállni a zsilipbe, mert nem fér bele vissza. Az aggodalomtól vezérelve meg is kezdte a visszaszállást és tényleg nem volt képes begyömöszölni magát a zsilipbe. Ekkor úgy döntött – nem tájékoztatva erről sem a parancsnokát, sem az irányítást, hogy leereszti a levegőt az űrruhából. Ezzel nagy erőfeszítések árán és az életét is kockáztatva sikeresen vissza tudott szállni az űrhajóba, de teste meglehetősen rossz állapotba került, pulzusa 143-ra, a testhőmérséklete 38 °C-ra ugrott fel.
A problémák ezzel azonban nem értek véget. Lerepülve a repülési programot, a 17. keringésben tervezték az űrhajó visszatérését. Az ehhez való készülődés során kiderült, hogy az automata fékező rendszer nem működik, manuálisan kell elindítani a fékező rakétákat. Ehhez előbb az űrhajó térbeli helyzetét kellett úgy beállítani, hogy az kedvező legyen a fékezőrakéták működéséhez, amelyet a Vzor nevű eszköz segítségével kellett Beljajevnek kivitelezni (a földi horizont adta viszonyítási ponthoz igazítani). Beljajev ezt elvétette, így végül a fékezés egy laposabb pályán ment végbe, ami kb. 800 kilométerrel változtatta meg a leszállási pontot. Az űrhajó így végül a tervezett kazahsztáni leérkezés helyett az északi Perm városa mellett 180 kilométerre ért földet 1965. március 19-én 9:06-kor (UTC) egy sűrű fenyőerdő közepén. A legénységre két napos éles túlélési gyakorlat várt, mert a mentőalakulatok csak nagy nehézségek árán voltak képesek elérni és kimenteni őket (a folyamat elején, a megszakadt rádióadás miatt még a haláluk is elképzelhetőnek tűnt az irányítás számára). Ironikus volt, hogy a túlélőkészletük cápariasztót tartalmazott, téli ruhát azonban nem és a mentőegységek kísérletei, hogy ilyet ledobjanak az erdőben rekedt űrhajósokhoz, kudarcba fulladt, mindössze egyetlen üveg konyak érkezett meg sértetlenül hozzájuk. Csak két napnyi hófogság után tudták a mentőalakulatok megközelíteni és kimenteni őket.
A sorozatos hibák alapos kivizsgálást tettek szükségessé, amely időigénye, majd a Szojuz űrhajó várható színre lépése a Voszhod űrhajó végét jelentette. A döntéshozók elhatározták a Voszhod-program idő előtti végét.

## A program lezárása és utóélete

### Törölt küldetések
- Voszhod–3 19 napos kétszemélyes küldetés a súlytalanság hosszútávú hatásainak vizsgálatára, illetve egyéb polgári, és katonai programokat terveztek[20]
- Voszhod–4 20 napos egyszemélyes küldetés a súlytalanság hosszútávú hatásainak vizsgálatára, illetve egyéb polgári, és katonai programokat terveztek[21]
- Voszhod–5 10 napos kétszemélyes küldetés női személyzettel a súlytalanság hatásainak vizsgálatára, illetve az első női űrséta[22]
- Voszhod–6 15 napos kétszemélyes küldetés több űrsétával, egy rakétaöv tesztelése[23]

### Szojuz–program
Egyidőben az amerikai programokkal, a Szovjetunióban is a kezdeteket háromféle űrhajótípussal hajtották végre, lényegében párhuzamot lehetett vonni a két fél űrhajói között. Így a Mercury-Vosztok páros volt az úttörő a két oldal első emberes repüléseiben, majd a Gemini-Voszhod volt ekvivalens egymással a továbbfejlesztett és bonyolultabb űrműveletekre képes, többszemélyes űrhajók tekintetében, majd az Apollo-Szojuz párt szánta mindkét oldal a Holdra szállások végrehajtására. Ahogy a Gemininek Amerikában, úgy a Voszhodnak a Szovjetunióban is csak epizódszerepet szántak, hogy a legelső, még nagyon kezdetleges űrhajótípus és a holdműveletek űrhajója közötti átmenetet biztosítsa.
A Szojuz űrhajó lett a Szovjetunió  első többcélú űrhajója, mivel  holdrepülés mellett számos más feladatot is szántak neki, ráadásul különböző alváltozatait különböző (katonai, vagy automata irányítású) feladatokra szánták. Tervezésével ugyancsak Szergej Koroljovot bízták meg – és éppen a fejlesztés lassúsága miatt került sor a Voszhod űrhajó és a Voszhod-program közbeiktatására a szovjet űrprogramban). Koroljov sajnos már nem érhette meg a harmadik űrhajógeneráció repülését, mivel idejekorán elhunyt.

## Szergej Koroljov halála
A Pravda 1966. január 16-án tette közzé, hogy Szergej Koroljov váratlanul elhunyt. Koroljov hányatott életének – elsősorban a Gulag-on töltött éveknek –, illetve munkája stratégiai fontossága miatti munkatempónak köszönhetően labilis egészségnek örvendett, szívrohama volt, szívritmuszavart állapítottak meg nála, de egyéb kisebb nagyok panaszok is sújtották. 1966. január 5-én egy vérző vastagbél polippal került kórházba, ahol azonban a műtétet nem élte túl, a főkonstruktőr elhunyt.
Koroljov halála alapvető hatással volt a szovjet űrprogramra. Szervezőzsenije hiányát nem tudták betölteni. Utóda Vaszilij Misin lett – korábbi helyettese és jobbkeze – ám Misin irányítása alatt sorozatos kudarcok következtek be. Sokak szerint a Voszhod–program végét is Koroljov halála hozta el, mivel nem volt megfelelő tudás és erőforrás a hibás konstrukció kijavítására. Igaz persze az az ellenvélemény is, hogy az űrverseny abban az időszakban olyan féktelen tempót diktált, hogy logikusabb volt a készülőfélben levő Szojuzra váltani inkább, mint a félresikerült Voszhodot továbbfejleszteni. Misin egyébként megörökölte a már elindított holdrakéta programot, az N1 rakéta fejlesztését, amely látványos kudarcot vallott, amelynek hatására aztán Misint 1972-ben menesztették és a pozíciót Koroljov fő ellenlábasa Valentyin Glusko kapta meg.

## Külső hivatkozások

### Magyar oldalak
- VOSZHOD-1: 40 évvel az első többszemélyes űrhajó után
- SCHUMINSZKY NÁNDOR: A Napfelkelte űrhajósai, MCSE 2001
- Egy régi "Napkelte" emléke – a Voszhod űrhajó
- Veszélyes kaland a kozmoszban

### Külföldi oldalak
- Anatolij Zak: Voskhod missions (Russianspaceweb)